# AirExplore
AirExplore — словацька чартерна авіакомпанія, зі штаб-квартирою у Братиславі.

## Історія
AirExplore була заснована в 2010 році і почала працювати з Boeing 737-400.
В 2011 році AirExplore придбав свій другий літак Boeing 737-300. До 2014 року їхній флот збільшився до 5 літаків із додатковими Boeing 737-400s.
В 2014 — 2017 роках флот було змінено на Boeing 737-800s.
У листопаді 2019 року AirExplore отримав сертифікацію ETOPS.

## Флот

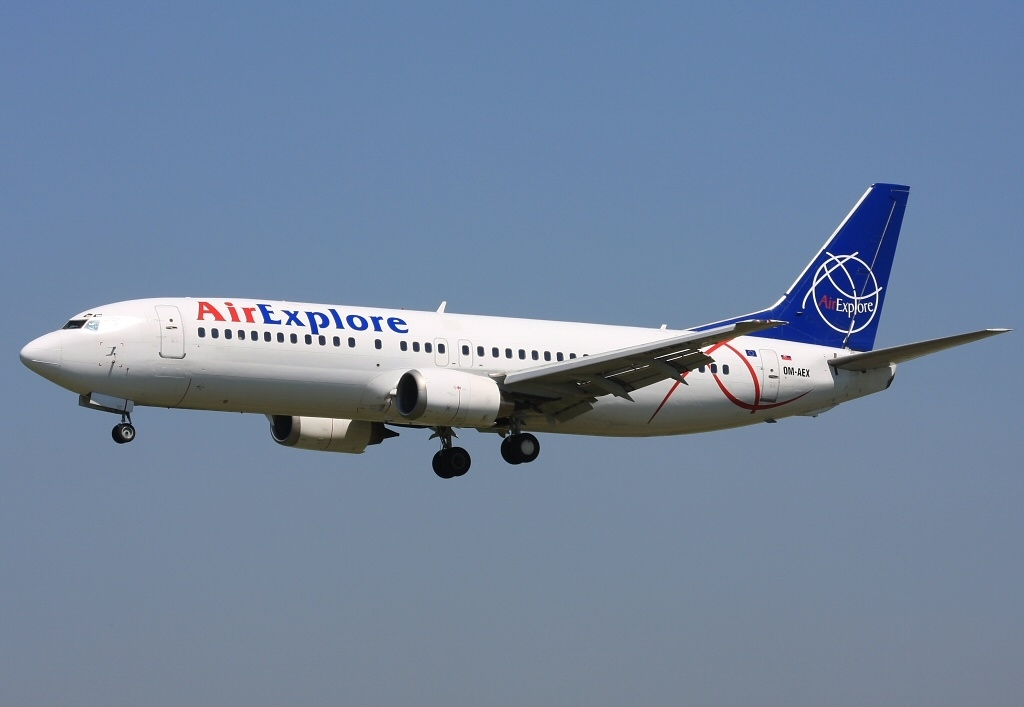
AirExplore Boeing 737-400

Флот на липень 2020:
| Boeing 737-800 | 7 | — | 189 |  |  |  |
| Загалом        | 7 | — |     |  |  |  |